# Càrrec de confiança
Un càrrec de confiança és una plaça laboral que cobreix un polític; aquest supleix els dèficits del càrrec electe, no figura a cap llista electoral i ha estat elegit per elecció directa segons es dictamini dins la disciplina de partit. Per tant, no ha passat cap prova que avali l'aptitud de l'individu per desenvolupar la seva tasca. El seu contracte és temporal subjecte als canvis polítics.